# Pilger (Saskatchewan)
Pilger es un pueblo canadiense situado en la provincia de Saskatchewan.

## Superficie
Pilger tiene una superficie de 0,49 km².

## Demografía
En 2021, tenía 65 habitantes, una densidad poblacional de 133,6 hab./km², y 42 viviendas.